# Régine Cavagnoudová
Régine Cavagnoudová (27. června 1970 Thônes, Horní Savojsko – 31. října 2001 Innsbruck) byla francouzská alpská lyžařka. V roce 2001 se stala mistryní světa v Super-G, koncem října téhož roku se zabila při tréninkové nehodě na trati.
Její profesionální kariéra byla plná zranění. Dosáhla na devět vítězství ve Světovém poháru, čtyřikrát v Super-G, třikrát ve sjezdu a dvakrát v obřím slalomu. Její kariéra vyvrcholila v roce 2001 na mistrovství světa v Sankt Antonu v Rakousku, kde se 29. ledna stala mistryní světa v Super-G.
Dne 29. října 2001 se srazila při tréninku v lyžařském údolí Pitztal v Rakousku s německým lyžařským trenérem Markusem Anwanderem. Vrtulníkem byla přepravena do fakultní nemocnice v Innsbrucku, kde svým zraněním o dva dny později podlehla.
Její smrt byla prvním úmrtím v alpském lyžování od smrti rakouské lyžařky Ulrike Maierové v roce 1994.
Byla pohřbena v blízkosti svého rodiště v La Clusaz ve francouzských Alpách .